# Oskar Eriksson
Pour les articles homonymes, voir Eriksson.
Oskar Eriksson est un curleur suédois né le 29 mai 1991 à Karlstad. 
Il a remporté la médaille d'argent par équipe aux Jeux olympiques de 2018 à Pyeongchang, la médaille de bronze du tournoi masculin aux Jeux olympiques d'hiver de 2014 à Sotchi ainsi qu'en double mixte avec Almida de Val aux Jeux olympiques de 2022 à Pékin.
Oskar Eriksson et Almida de Val sont médaillés de bronze du Championnat du monde de double mixte de curling en 2021 à Aberdeen.